# Izaiah Jennings
Izaiah Jennings (* 20. November 1998 in Oklahoma City, Oklahoma) ist ein US-amerikanischer Fußballspieler.

## Karriere
Jennings wechselte im August 2017 aus der Jugend von New England Revolution in die University of Louisville, wo er für die Louisville Cardinals spielte. Im Sommer 2020 verließ er Louisville. Nach mehreren Monaten ohne Verein wechselte er im Mai 2021 zum unterklassigen Corpus Christi FC. Im Juli 2021 wechselte der Stürmer zum österreichischen Zweitligisten SV Horn. Sein Debüt in der 2. Liga gab er im August 2021, als er am dritten Spieltag der Saison 2021/22 gegen den SK Rapid Wien II in der 71. Minute für Burak Yilmaz eingewechselt wurde. Insgesamt kam der Angreifer zu elf Zweitligaeinsätzen und einem Tor für die Horner, ehe sein Vertrag im Januar 2022 aufgelöst wurde.